# WolframAlpha
Wolfram|Alpha — база знаний и набор вычислительных алгоритмов (англ. computational knowledge engine), вопросно-ответная система. Запущена 15 мая 2009 года.
Не является поисковой системой.

## Описание проекта

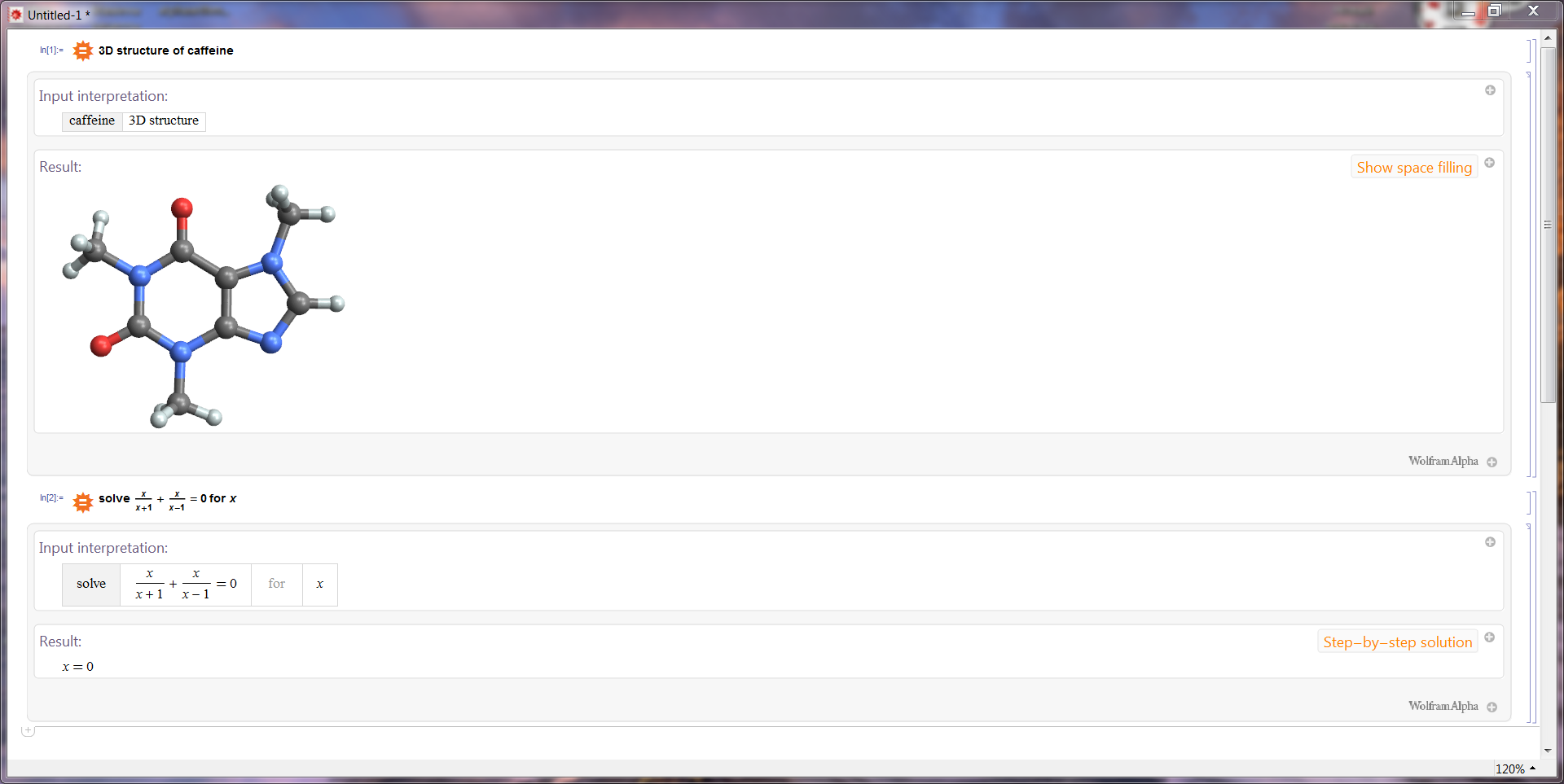
Запросы WolfamAlpha в Mathematica 9

Основатель проекта, Стивен Вольфрам, объясняет, что он сможет перевести естественно-языковые вопросы в формат, понятный для компьютеров, что позволит производить вычисления и поиск через триллионы единиц «Кураторов данных» с использованием миллионов строк алгоритмов для предоставления пользователю ответов. Нова Спивак выразил мнение, что «Wolfram|Alpha может быть столь же значимым, как и Google».
Wolfram|Alpha не возвращает перечень ссылок, основанный на результатах запроса, а вычисляет ответ, основываясь на собственной базе знаний, которая содержит данные о математике, физике, астрономии, химии, биологии, медицине, истории, географии, политике, музыке, кинематографии, а также информацию об известных людях и интернет-сайтах. Он способен переводить данные между различными единицами измерения, системами счисления, подбирать общую формулу последовательности, находить возможные замкнутые формы для приближенных дробных чисел, вычислять суммы, пределы, интегралы, решать уравнения и системы уравнений, производить операции с матрицами, определять свойства чисел и геометрических фигур. Однако, расчёт на основании собственной базы имеет и свои недостатки, в том числе — уязвимость для ошибок данных. Например, на момент открытия, запрос «president of russia 1999» выдавал имя Владимира Путина, ставшего президентом лишь через год (в настоящее время эта ошибка уже исправлена).
Движок Wolfram|Alpha основан на обработке естественного языка, большой библиотеке алгоритмов и NKS-подходе для ответов на запросы. Он написан на языке Mathematica и составляет около 5 миллионов строк, в настоящее время выполняется примерно на 10000 процессорах.

## Wolfram-учебники
Можно зарегистрироваться на Wolfram Education и получить доступ к тестовым версиям интерактивных учебников. В них встроены динамические модели графиков с возможностью ввода любых параметров и математические головоломки для решения на скорость.

## Wolfram|AlphaPro
8 февраля 2012 года состоялся выпуск версии Wolfram|Alpha Pro, которая предлагает платным подписчикам новые функциональные возможности. Ключевой особенностью является возможность просмотра подробного пошагового решения задачи, загрузки множества типов файлов и данных для автоматического анализа, включая первичные табличные данные, изображения, аудио, XML, а также десятки специализированных научных, медицинских и математических форматов. Среди других функциональных возможностей — наличие расширенной клавиатуры, интерактивность с CDF (формат вычисляемых документов), загрузка данных, и возможность индивидуальной настройки, и сохранения графических и табличных результатов.
Помимо введения новых платных возможностей, выпуск Wolfram Alpha Pro повлёк за собой изменения в бесплатной версии сайта:
- Увеличение использования рекламы на бесплатном сайте.
- Возможность экспортирования в текстовом или PDF формате теперь требует от пользователя создания бесплатной учётной записи.
- Возможность запросить дополнительное время для проведения трудоёмкого вычисления, которая раньше предлагалась на бесплатном сайте, теперь будет доступна только для подписчиков[7].

## Применение
19 октября 2009 года было выпущено приложение для iPhone (позже — для iPad), а 6 октября 2010 года — для Android. Приложение представляет собой браузер, способный показывать только одну страницу — m.wolframalpha.com с расширенной клавиатурой, полезной для ввода математических формул.
Виртуальный ассистент Siri, разработанный для операционной системы Apple iOS, имеет в числе своих функций поддержку сервиса Wolfram|Alpha.